# Вулиця Зіньківська (Полтава)
Вулиця Зіньківська — одна з вулиць Полтави, розташована у Київському районі, пролягає від Київської площі до межі міста. Продовженням слугує траса Полтава—Зіньків—Гадяч.
У XVII—XIX століттях в цій місцевості пролягав чумацький шлях, згодом — торговий тракт. На планах Полтави 1805 і 1877 років та початку ХХ століття позначена як Зіньківський поштовий шлях.
Сьогодні вулиця 3іньківська — транзитна автомагістраль, забудована промисловими підприємствами, спорудами Київської залізничної станції.
На відтинку до залізничного переїзду розташовані Полтавський турбомеханічний завод, лікеро-горілчаний завод, новий житловий мікрорайон, забудований 9-поверховими будинками, військове містечко Полтавського військового інституту зв'язку імені Маршала Радянського Союзу К. С. Москаленка. На вулиці збереглася каплиця, споруджена до 200-річчя Полтавської битви — пам'ятка архітектури початку XX століття. За Зіньківським переїздом 3іньківська вулиця переходить у Загородню автотрасу, яка веде в напрямку поля Полтавської битви. З її непарного боку — Полтавський автоагрегатний завод.
У 2009 році на початку вулиці було відкрито автостанцію № 3, звідки відправляються автобуси Зіньківського напрямку. Це дозволило розвантажити вже існуючі автостанції міста. Дещо раніше в приміщенні вже колишнього ПТМЗ відкрито торговельний центр.

Прилучаються вулиці: Решетилівська — Павленківська — Вокзальна — Хлібозаводська — Заячий провулок — Дослідна — Вільямса — Чехова — Яківчанська — Глібова —Визволення — Революційна — Велика — Селянська — Рибчанська — Партизанська — Української Центральної Ради — Шведська Могила.

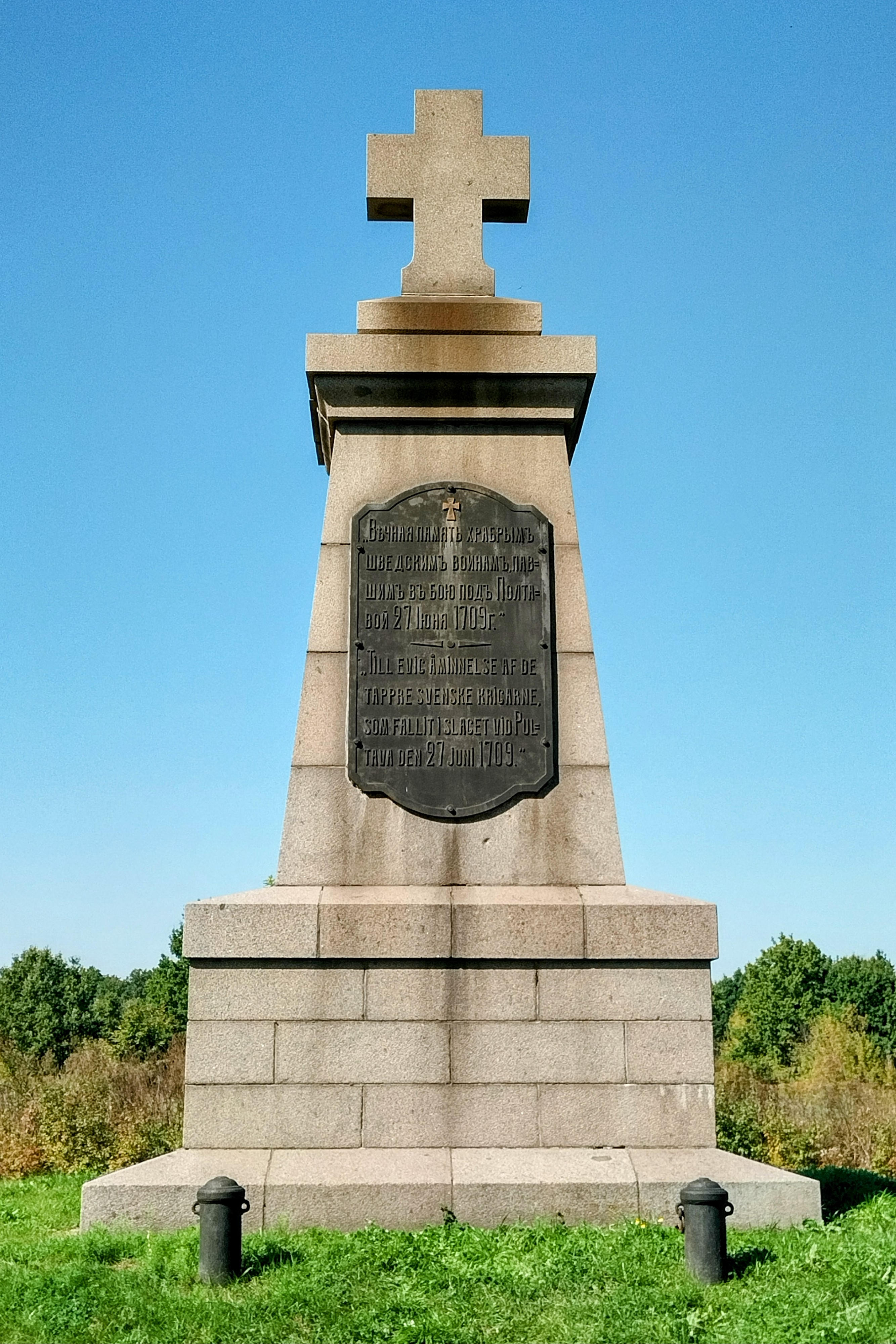
Пам'ятник шведам від росіян